# Elite Model Management
Pour les articles homonymes, voir Elite.
Elite Model Management, plus couramment appelée « Elite », est une agence de mannequins fondée en 1971 à Paris par John Casablancas et Alain Kittler. Depuis sa création, le centre névralgique d'Elite est basé à Paris. Au cours de son existence puis des cessions successives, l'entreprise devient une division de la maison mère, Elite Management Worldwide ou Elite World.
Le groupe gère les carrières de plusieurs centaines de mannequins sur une quarantaine de pays.

## Histoire

### Début
Elite Model Management est fondée à Paris, en 1972, par John Casablancas (1942-2013) et Alain Kittler son copain rencontré lors de leurs études communes en Suisse. L'idée d'ouvrir une agence de mannequins est alors inspiré par l'épouse de Casablancas, Jeanette Christjansen, un ancien modèle et Miss Danemark pour qui il a quitté sa femme puis fondé une première éphémère agence en 1969. Homme de marketing sans grandes connaissances de la mode, Casablancas crée l'agence avec des fonds qu'il a mis de côté alors qu'il travaillait pour Coca-Cola au Brésil sur une idée simple : « trouver de jolies filles et les imposer sur le marché. » Alain Kitter est le gestionnaire ; Casablancas précise que « sans Alain, je n'en serais pas là. Moi, je sais gagner de l'argent ; lui, le gérer. Nous nous sommes rendus mutuellement riches. »
Quand Elite Model ouvre ses portes, l'agence compte plusieurs mannequins très connus comme Ingmari Lamy (en), Ann Schaufuss, Lynn Kohlman (en), Paula Brenken, et Emmanuelle Dano, ainsi que Christjansen un temps. Cette liste prestigieuse de modèles vedettes fait immédiatement le renom de l'agence Elite, mais c'est pourtant cette particularité qui sera à l'origine de premières difficultés, après la mort d'Emanuelle Dano et Paula Brenken, toutes deux décédées dans des conditions troubles, Casablancas réalise qu'il doit changer son business model.

### Développement
À l'époque, les agences de mannequins de Paris et Milan sont en disgrâce auprès des modèles à cause de problèmes de paiement. À Milan par exemple, des agences retiennent les émoluments de certaines mannequins pour les contraindre à revenir y travailler, souvent en toute illégalité. Parallèlement, les franchises basées en Angleterre ou aux États-Unis offrent aux modèles une sécurité financière. Bloquées sur les ancestrales habitudes du métier, les agences gèrent les choses de façon archaïque ; Casablancas va renouveler les méthodes pour « ses » mannequins, se définissant lui-même comme un « briseur de règles », n'hésitant pas à « les prendre à d'autres agences » comme le souligne Carol Alt qui débute alors chez Elite. Ces années là, les mannequins viennent se faire connaitre à Paris capitale de la mode mais repartent aux États-Unis, marché bien plus vaste.
Elite Models ouvre donc à New York (Elite NYC) en 1977 sous la responsabilité de Monique Pillard ; cette ouverture va entrainer des remous. Pendant les années 1980, New York verra les agences se mener une guerre sans merci, la « model war ». Même si d'autres agences comme Wilhelmina Models sont impliquées dans ces conflits, la bataille principale se dispute entre Elite et Ford Models. Des modèles quittent Elite pour la concurrente. Casablancas affirme alors qu'Eileen Ford, fondatrice de Ford Models, veut sa peau. Mais Ford réplique avec une plainte en justice réclamant 10 millions de dollars en dommages ; en effet, avant 1977, Ford était affilié avec Elite pour les États-Unis jusqu'à ce que celle-ci ouvre ses propres bureaux à New York et commence à lui prendre ses modèles. Casablancas est alors considéré comme un « pirate ». Depuis la mort en 1980 de Wilhelmina Cooper, les modèles sont paniqués et passent constamment d'une agence à une autre. Par exemple, Beverly Johnson, le modèle noir le plus payé du moment, quitte Elite pour Ford, pour revenir chez Elite une semaine plus tard. Certains modèles, tels que Christie Brinkley, transfuge de Ford, et Anna Andersen, poursuivent Elite en justice après leur départ. Cette guerre juridique durera plusieurs années mais renforcera considérablement la notoriété de l'agence. Cette « guerre des modèles », associée à la forte personnalité de Casablancas, marque un tournant dans le succès de l'agence, qui décuple.
Dans la première moitié des années 1980, la société installe des bureaux partout aux États-Unis dans les plus grandes villes américaines. Elite domine le marché. En 1981, Elite Models forme un partenariat avec l'agence britannique Models 1 qui durera huit ans. L'entreprise fusionne avec Paris Planning de Gérald Marie en 1986. C'est lui qui va redresser la branche parisienne et européenne qui déclinait ces dernières années. Créé en 1983, Elite Model Look devient le plus prestigieux concours de mannequins au monde sous l'impulsion, entre autres, de Gérald Marie, directeur Europe d'Elite de 1986 à 2011. Ce concours appelé « The Look of the Year » rivalise avec le Supermodel of the World de Ford[réf. souhaitée].
Lors de la décennie suivante, l'entreprise ouvre dans divers pays du monde et compte plus d'une vingtaine de bureaux. Les plus importants mannequins du monde sont sous contrat avec l'agence : Naomi Campbell, Cindy Crawford, Stephanie Seymour, Karen Mulder, Christy Turlington bien plus tard venue de chez Ford, Claudia Schiffer tardivement ; les tarifs des supermodels grimpent à des niveaux stratosphériques. En 1994, Elite cède des droits pour la Grande Chine à Michel Lu avec l'ouverture d'Elite Hong Kong & China. En 1996, Lu inaugure Elite à Singapour, qui servira de bureau régional pour l'Asie du Sud-Est. En parallèle, Elite cherche à développer une ligne de vêtements au nom d'Elite Model Fashion.
Avant les années 2000, l'agence est numéro un mondial depuis un moment déjà, et l'argent coule à flots ; Elite réalise trois fois le chiffre d'affaires de l'agence Ford, l'ex-numéro 1. L'entreprise propose plusieurs activités diversifiées. Outre son cœur de métier qu'est le mannequinat, avec alors environ un millier de noms dans ses fichiers, Elite propose des prestations publicitaires, écoles de maintien, produits dérivés estampillés de la marque, lignes de cosmétiques ou de parfums,. Cette diversification est indispensable pour maintenir le chiffre d'affaires de l'entreprise qui voit de nombreux contrats publicitaires passer des mannequins aux actrices, domaine que l'agence ne maitrise pas.

### Crise
Mais la diffusion en novembre 1999 d'un reportage de Linda Brinkworth et Donal MacIntyre (en) par la chaîne anglaise BBC démontrant le racisme de l'agence, la présence de drogue, ainsi que les débordements sexuels sur des mineures, fait grand bruit dans les médias mondiaux et particulièrement en France ; c'est le scandale de trop et la « descente aux enfers ». Gérald Marie, PDG d'Elite Europe, ex-mari d'Evangelista, est décrit comme un dragueur invétéré et l'ensemble de l'agence est mis à mal. Pourtant, même si le mal est fait, le reportage controversé se révèle au bout de plusieurs mois finalement « bidonné », au détriment de la réputation de l'agence, et les excuses de John Casablancas n'y changeront rien. Ce « bidonnage » révélé fait surtout suite à une large campagne de communication d'Elite, ainsi qu'à des pressions judiciaires de la part de l'agence envers la BBC. Les deux parties trouvent un arrangement ; ni le reportage, ni le moindre extrait ne sont jamais rediffusés, enfermés dans les archives de la chaine qui ne les ouvrira de nouveau qu'à la fin des années 2010, entrainant l'apparition de nombreux témoignages à l'encontre de Gérald Marie.
Les cessions se succèdent au cours des décennies : Nicholas Farrae entre au capital en 1990, Casablancas décide de revendre l'agence en 2000 après le scandale de la BBC, tout en restant salarié, Elite New York est acquise par Eddie Trump en 2004, le Français Bernard Hennet rachète la maison mère en 2006 après la banqueroute de l'agence. Le groupe est donc alors principalement scindé en deux entités principales, Europe et États-Unis. Certains bureaux américains datant des années 1980 se scindent de la maison mère pour fonder l'agence Factor Women. En 2011, Elite World est acquise par les italiens de Pacific Global Management qui investissent.
Après la multiplication de produits sous licence entamée les années passées, parfois sans discernement, une sélection est effectuée afin d'en réduire le nombre. La société mère Elite Manegement Worldwide se recentre en poursuit l'élargissement des activités directement liées au mannequinat, avec Elite Model Look, Elite Licensing ou Elite Talent qui gravitent autour de Elite Model Management ou l'ouverture d'une agence à Manhattan, The Society Management (en), dédiée au médias numériques,, ainsi qu'un département pour les hommes, et une orientation vers les sportifs, chanteurs ou blogueurs. Les défilés représentent encore un quart de chiffre d'affaires de l'agence.
Dans les années 2010, l'agence, qui est passée en quatre décennies d'une entreprise artisanale à un empire, compte Liu Wen, Fei Fei Sun ou Cara Delevingne dans ses books. Elite World est présente directement dans une dizaine de pays et dans une quarantaine sous licence.

## Controverses

### Optimisation fiscale via des paradis fiscaux
En mai 2017, l'agence est citée dans les Malta Files : le journal en ligne Mediapart et le réseau European Investigative Collaborations révèlent que les trois cofondateurs de l'agence basée à Paris (Alain Kittler, Gérald Marie et John Casablancas, décédé en 2013), envoient leur argent dans une société offshore à Gibraltar. En 1999, en même temps qu'ils localisent artificiellement l'agence au Luxembourg au sein d'une maison-mère nommée Elite Model Management Luxembourg (EMML), ils remplacent leur société à Gibraltar par deux sociétés domiciliées sur l'île de Malte (un paradis fiscal), qui détiennent EMML ; ce jusqu'en 2006. Les trois cofondateurs possèdent essentiellement les deux sociétés maltaises par le biais de sociétés-écrans domiciliées à Malte, aux îles Vierges britanniques et au Liechtenstein — deux autres paradis fiscaux,.

### #MeToo
En octobre 2021, l'ancien mannequin Carré Otis accuse Gérald Marie, ancien patron de l'agence Elite pour l'Europe, d'agressions sexuelles et tentatives de viol.